# Bachtiyār ibn Abī Manṣūr
Dieser Artikel wurde in der Qualitätssicherung Religion eingetragen. Hilf mit, die inhaltlichen Mängel dieses Artikels zu beseitigen, und beteilige dich an der Diskussion.
Bachtiyār ibn Abī Manṣūr, Raʾsbāš ad-Dailamī lebte gegen 1009–1010 und war ein Vertreter des Fiqh der Nusairier. Über Mohammed und einige seiner Gefährten schrieb er eine Qasīda.